# Andante en do mayor, KV 1a (Mozart)
| Andante en do mayorⓘ |

El Andante para teclado en do mayor, K. 1a, es una breve pieza musical, compuesta por Wolfgang Amadeus Mozart en Salzburgo entre los meses de enero y marzo de 1761, cuando tan sólo contaba con cinco años de edad. Esta pieza de música fue probablemente la primera composición de Mozart, y se encuentra recogida en el conocido como Nannerl Notenbuch, un pequeño cuaderno que Leopold Mozart, el padre de Wolfgang, empleaba para enseñar música a sus hijos. La pieza fue puesta por escrito por Leopold, en tanto que el pequeño Wolfgang no sabía escribir música por entonces, dada su corta edad.   

## Descripción
Es una pieza muy breve, compuesta por solo diez compases, y está en la tonalidad de do mayor. Suele ser interpretada en el clavicémbalo, aunque en su ejecución pueden emplearse otros instrumentos de teclado.

## Análisis
La pieza se inicia con una frase de un solo compás de extensión, en compás de 3/4, que se repite. Una segunda frase modificada recibe el mismo tratamiento. El compás cambia entonces a 2/4 y, en los cuatro compases siguientes, Mozart vuelve a un estilo típicamente barroco. La pieza concluye con una sencilla cadencia auténtica. A lo largo de toda la pieza, aparecen distintos ornamentos de dos tipos: trinos y mordentes.
Al inicio de la partitura autógrafa se halla la siguiente inscripción, escrita por la mano de Leopold Mozart: «Las composiciones del pequeño Wolfgang durante los tres primeros meses después de su quinto cumpleaños».